# Douglas Williams
Pour les articles homonymes, voir Williams et Doug Williams.
Douglas Clayton Durdle (né le 1er septembre 1972), plus connu sous le nom de Doug Williams, est un catcheur britannique connu pour avoir lutté pour la Total Nonstop Action Wrestling et pour d’autres promotions indépendantes britanniques et autres, incluant Frontier Wrestling Alliance (FWA), l’International Catch Wrestling Alliance (ICWA), One Pro Wrestling (1PW) et Pro Wrestling Noah.

## Carrière

### Débuts
Lors de son parcours en tant que catcheur indépendant, le lutteur anglais passe la manche et participe quelque temps au développement d’une encore jeune fédération française l’ICWA. Il y gagne et défend le titre heavyweight à plusieurs reprises.
Le 6 mai 2005, Doug Williams gagne le titre Heavyweight de Champion contre « American Dragon » Bryan Danielson. Ce match était la finale d’un tournoi auquel participaient aussi Chris Hero et Robbie Brookside.
Le 16 juillet 2005 lors du Show Adrenaline, Doug Williams (Angleterre) conserve le titre contre « American Dragon » Bryan Danielson et « Classic » Colt Cabana dans un match « three way dance ».
Le 9 juillet 2006 lors du show « Impact au soleil levant », Doug Williams (Angleterre) conserve le titre contre le japonais Takashi Sugiura.
Le 10 mars 2007 lors du show « Army », Doug Williams conserve le titre contre l’allemand Bad Bones.
Le 8 juillet 2007 lors du show « Euroresu », Doug Williams conserve le titre contre Bad Bones et le japonais Ippei Ota.
Le 22 septembre de la même année, son titre est déclaré vacant lorsque le catcheur ne peut remettre sa ceinture en jeu à cause d'une blessure.

### Ring of Honor (2002-2007)
Il commence à la ROH le 22 juin 2002 en battant The American Dragon. Il obtient ainsi un match de championnat pour devenir le premier ROH Champion, match qu'il perd aux dépens de Low-Ki. Le 14 février 2004, il bat Chris Sabin dans le ROH Pure Wrestling Tournament. Il remporta le ROH Pure Championship le 17 juillet face à Alex Shelley. Les 23 et 24 juillet, il conserve successivement son titre face à Alex Shelley et Austin Aries. Il perd son titre le 28 août face à John Walters.
Le 11 septembre, il perd face au champion Samoa Joe et ne remporte pas le ROH World Championship. Le 13 mai 2005, il bat avec Colt Cabana l'équipe composée de Nigel McGuinness et Chad Collyer. Le lendemain, il perd face à Homicide.
En 2006 et 2007, il effectue quelques apparitions et quelques matchs notamment dans un match par équipe avec Nigel McGuinness où ils battent le ROH World Champion Takeshi Morishima et Chris Hero.

### Total Nonstop Action Wrestling (2008–2013)

#### Premiers titres (2008-2010)
Il arrive à la TNA le 12 juin 2008 et signe un contrat. Il forme la British Invasion avec Brutus Magnus et devienne IWGP Tag Team Champion en battant la Team 3D grâce à Sheik Abdul Bashir. À Bound For Glory 2009, la British Invasion perd son IWGP Tag Team Championship mais gagne le TNA World Tag Team Championship. Lors de Turning Point, ils gagne face au Beer Money et au Motor City Machine Guns et conservent leur titre. À Final Résolution, ils gagnent face à The Motor City Machine Guns (Alex Shelley et Chris Sabin) et conserve encore leur titre mais perdent leurs titres face à Shawn Hernandez et Matt Morgan le 17 janvier 2010 à Genesis 2010.
Il devient le TNA X Division Champion après avoir battu Amazing Red le 19 janvier 2010 après avoir utilisé son contrat gagné contre Rob Terry 
Le 18 février lui Brian Kendrick, Alex Shelley et Chris Sabin ont perdu face à Amazing Red, Kazarian, Generation Me. 
Il a vaincu Shannon Moore conserve le titre de la X division lors de Destination X en portant un coup avec une brique sur la tête de Shannon Moore.

#### Face Turn puis Heel Turn (2010-2013)
Le 16 septembre 2010, il perd son titre face à Jay Lethal dans un match en un contre un. Lors d'un Impact en novembre 2010, il attaque Fortune et devient Face. Lors de l'Impact du 2 décembre, il bat Kaz. Lors de Final Resolution 2010, il bat A.J. Styles et remporte le TNA Television Championship. Lors de l'Impact du 9 décembre, il bat Abyss et conserve son titre. Lors de l'Impact du 23 décembre, il affronte A.J. Styles dans un Ironman Match de 15 minutes qui se finit en match nul et conserve donc sa ceinture. À une semaine de TNA Genesis 2011 lui et Magnus échouent face à AJ Styles et Rob TerryLors de TNA Genesis 2011, il  devait affronter AJ Styles pour le TNA Television Championship mais ce dernier, blessé, dut céder sa place à Abyss qui l'a battu pour remporter le titre. Il perd contre Shawn Hernandez lors d'iMPACT! le 17 février 2011. Lors de l'Impact du 14 avril, il perd contre Orlando Jordan dans un Four Corner Match qui comprenait aussi Jesse Neal et Crimson. Il effectue un Heel Turn en attaquant Orlando Jordan et Eric Young avec Magnus. Lors de Slammiversary IX, avec Magnus, ils perdent face à James Storm et Alex Shelley et ne remportent pas les ceintures par équipe de la TNA. Lors de Destination X, il bat Mark Haskins.
Le 9 février 2012 à Impact Wrestling il participe à Triple Threat match contre Austin Aries et Alex Shelley, ce dernier remporta la victoire.
Lors de Destination X 2012, il perd contre Kenny King. Lors de l'Impact Wrestling du 4 octobre, il perd contre Zema Ion mais puisque Zema Ion continue sa prise de soumission, l'arbitre renverse sa décision et le fait gagner par disqualification. Mais il ne remporte pas le TNA X-Division Championship. Lors de One Night Only: X-Travaganza 2013, Kid Kash et lui battent Rashad Cameron et Tony Nese. Lors de One Night Only: Joker's Wild 2013, Kid Kash et lui perdent contre Jesse Godderz et Mr. Anderson lors du premier tour du Joker's Wild Tournament.

#### Ohio Valley Wrestling (2012-2013)
Lors de Saturday Night Special, Crimson, Raul LaMotta, Shiloh Jonze, The Platoon Of Wayne et lui perdent contre Chris Silvio, James Thomas, Johnny Spade et The Mascara Mafia dans un Handicap Match. Lors du  ovw TV 700 du 17 janvier, il bat Johnny Spade dans un Steel Cage Match.lors du ovw tv 701 il bat James "Moose' Thomas est devient #1 CONTENDER pour le OVW Heavyweight Championship. Lors du OVW TV 702, il bat Rob Terry et remporte le OVW Heavyweight Championship. Lors de Saturday Night Special, il bat James Thomas et Johnny Spade et conserve son titre. Lors du SNS du 2 mars 2013, il perd le titre contre Jamin Olivencia mais le conseil d'administration annule la décision du SNS, ce qui signifie que Douglas Williams est toujours champion. Lors du OVW TV 712, il perd le OVW Heavyweight Championship contre Jamin Olivencia.
Le 5 Juin 2013, Durdle confirme qu'il avait été renvoyé de la TNA, ce qui a également terminé sa course avec la OVW.

### Circuit Indépendant (2014-...)
Le 27 août lors de Chapter 75, il gagne avec WALTER contre Trent Seven et Pete Dunne.

### Retour à la Total Nonstop Action Wrestling (2014)
Il fait son retour à la TNA le 27 février en perdant contre Ethan Carter III.

### National Wrestling Alliance (2021–...)
Le 22 mars, lui et Harry Smith perdent contre The Briscoe Brothers (Jay Briscoe et Mark Briscoe) en finale de la Crockett Cup. Lors de Alwayz Ready, ils battent La Rebelion (Bestia 666 et Mecha Wolf) et remportent les NWA World Tag Team Championship.

## Palmarès et accomplissements

### Arts martiaux
- Judo 
  - British Judo Championship (72 kg weight class ; 1992)

### Catch
- 3 Count Wrestling
  - 1 fois 3CW Heavyweight Championship

- All Star Wrestling
  - 1 fois ASW British Heavyweight Championship
  - 1 fois ASW Middle Heavyweight Championship
  - 1 fois ASW People’s Championship

- Athletik Club Wrestling
  - 1 fois ACW World Wrestling Championship

- European Wrestling Associaition
  - 1 fois EWA Intercontinental Championship

- European Wrestling Promotion
  - 1 fois EWP Intercontinental Championship
  - 1 fois EWP Submission Shoot Championship

- Frontier Wrestling Alliance
  - 2 fois FWA British Heavyweight Championship

- German Wrestling Promotion
  - 1 fois GWP WrestlingCorner Championship

- International Catch Wrestling Alliance
  - 1 fois ICWA Heavyweight Championship

- National Wrestling Alliance
  - 1 fois NWA World Tag Team Championship avec Harry Smith (actuel)[8]

- NWA UK Hammerlock
  - King of the Ring (1998)
  - Survivor Series Tournament (1996, 1997)

- Power of Wrestling
  - 1 fois POW Intercontinental Championship
  - 2 fois POW Tag Team Championship avec Dave Mastiff (1), et Michael Kovac (1)

- Ohio Valley Wrestling
  - 1 fois OVW Heavyweight Championship

- Premier Wrestling Federation
  - 1 fois PWF Heavyweight Championship
  - 1 fois PWF Mid-Heavyweight Championship
  - Worthing Trophy (2002–2004, 2006)
  - Wrestler of the Year (2002–2004, 2006, 2007)

- Preston City Wrestling
  - 1 fois PCW Championship

- Pro Wrestling Noah
  - 1 fois GHC Tag Team Championship avec Scorpio

- Ring of Honor
  - 1 fois ROH Pure Championship

- The Wrestling Alliance
  - 1 fois Universal British Heavyweight Championship
  - 2 fois TWA British Heavyweight Championship
  - 1 fois TWA European Heavyweight Championship
  - 1 fois TWA British Tag Team Championship avec Robbie Brookside

- Total Nonstop Action Wrestling
  - 1 fois IWGP Tag Team Championship avec Magnus
  - 1 fois TNA World Tag Team Championship avec Magnus[9]
  - 2 fois TNA X Division Championship
  - 1 fois TNA Television Championship

- Triple X Wrestling
  - 1 fois TXW Crush Championship

- Ultimate Wrestling Alliance
  - 1 fois UWA Championship

- westside Xtreme wrestling
  - 1 fois wXw Tag Team Championship avec Martin Stone

## Récompenses des magazines
- Pro Wrestling Illustrated

| Année | 1998 | 1999 à 2001 | 2002 | 2003 | 2004 | 2005 | 2006 | 2007 | 2008 | 2009 | 2010 | 2011 | 2012 | 2013 | 2014 | 2015       | 2016 | 2017       | 2018 | 2019 à 2021 | 2022 |
| ----- | ---- | ----------- | ---- | ---- | ---- | ---- | ---- | ---- | ---- | ---- | ---- | ---- | ---- | ---- | ---- | ---------- | ---- | ---------- | ---- | ----------- | ---- |
| Rang  | 180  | Non classé  | 92   | 113  | 171  | 138  | 69   | 84   | 347  | 134  | 45   | 62   | 146  | 220  | 275  | Non classé | 328  | Non classé | 280  | Non classé  | 443  |